# Eurytides
Eurytides là một chi bướm thuộc họ Papilionidae, được tìm thấy ở cả Bắc, Trung, và Nam Mỹ.

## Các loài[1]
- Eurytides bellerophon (Dahlman, 1823)
- Eurytides callias (Rothschild & Jordan, 1906)
- Eurytides celadon (Lucas, 1852) – Cuban Kite Swallowtail
- Eurytides columbus (Kollar, 1850)
- Eurytides dolicaon (Cramer, 1776)
- Eurytides epidaus (Doubleday, 1846) – Mexican Kite Swallowtail
- Eurytides iphitas Hübner, 1821 – Yellow Kite Swallowtail
- Eurytides marcellinus (Doubleday, 1846) – Jamaican Kite
- Eurytides marcellus (Cramer, 1777) – Zebra Swallowtail
- Eurytides orabilis (Butler, 1872)
- Eurytides philolaus (Boisduval, 1836) – Dark Kite Swallowtail
- Eurytides salvini (Bates, 1864)
- Eurytides serville (Godart, 1824)

## Hình ảnh

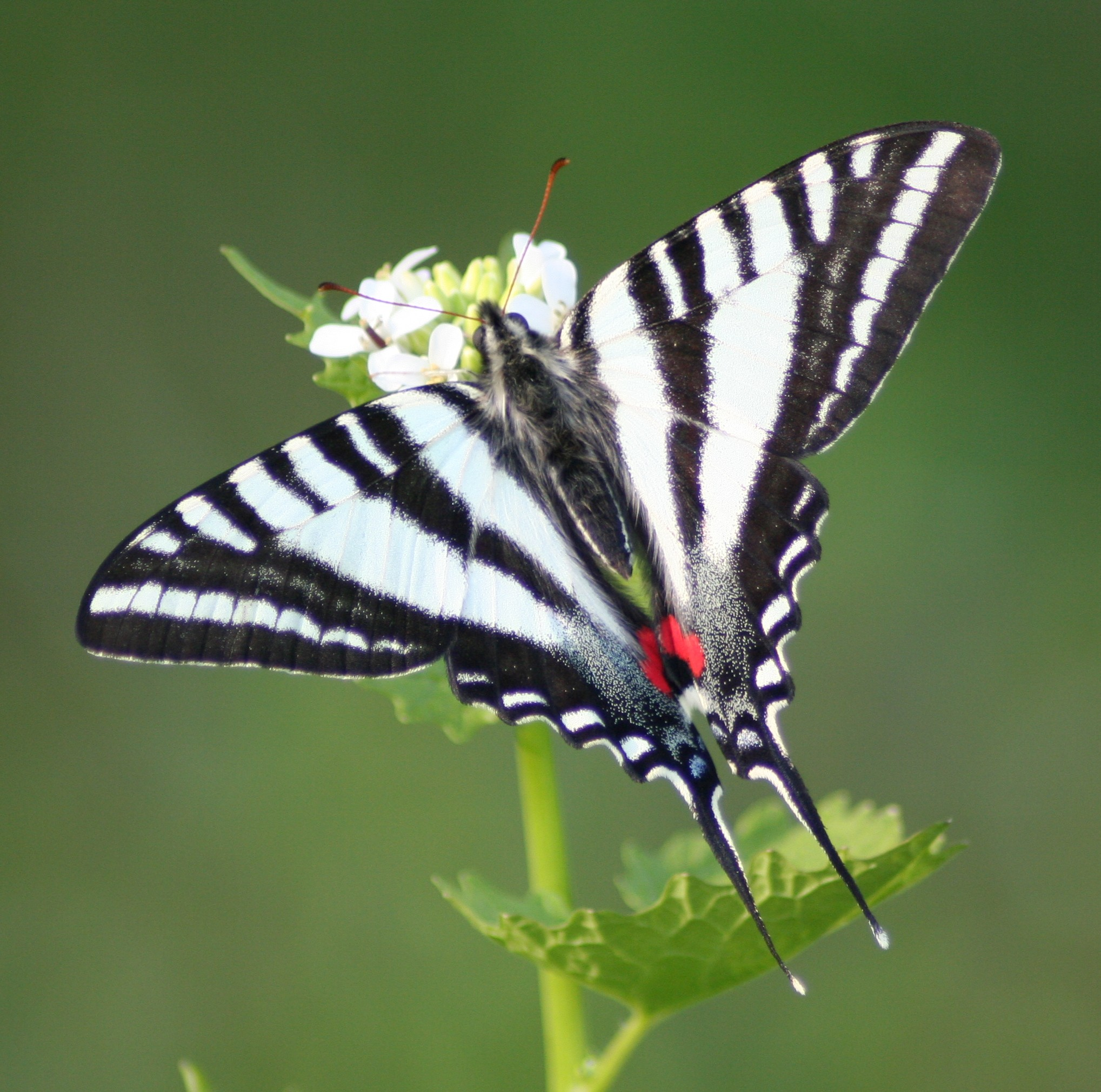
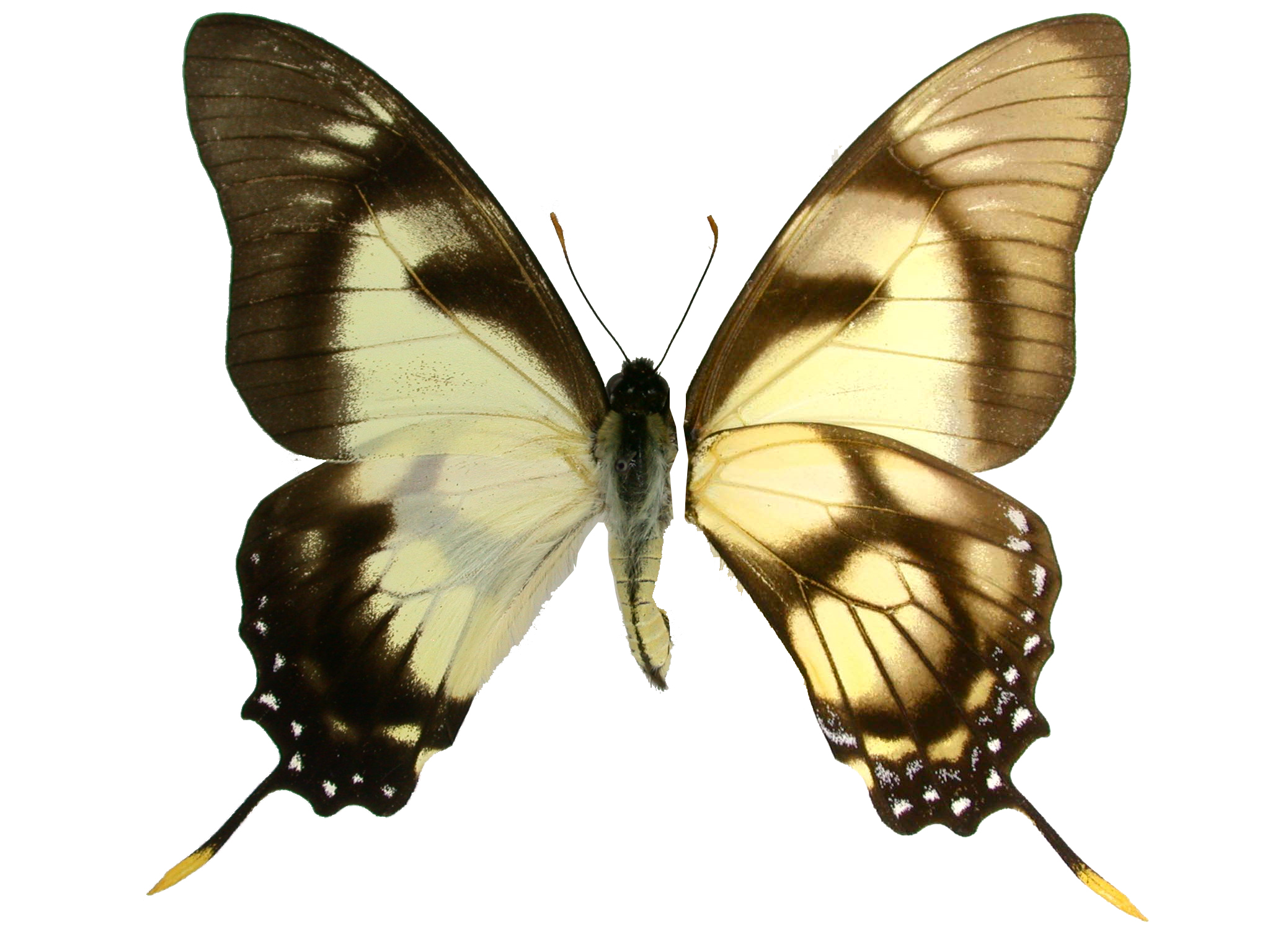